# Billy (Calvados)
Billy é uma ex-comuna francesa na região administrativa da Normandia, no departamento de Calvados. Estendeu-se por uma área de 6,78 km². Em 2010 a comuna tinha 331 habitantes (densidade: 48,8 hab./km²).
Em 1 de janeiro de 2017 foi fundida com as comunas de Airan, Conteville, Fierville-Bray e Poussy-la-Campagne para a criação da nova comuna de Valambray.